# خفرع
خفرع یا خفرن فرعونی از دودمان چهارم مصر باستان بود. طبق نظر بعضی مصرشناسان، او پسر و جانشین خوفو بوده‌است؛ با این حال دیدگاه غالب و پذیرفته شده آن است که خفرع جانشین جدف‌رع بوده که خود جانشین خوفو به حساب می‌آمده. همسران اصلی خفرع شهبانوها مرس‌عنخ سوم و خع‌مررنبتی یکم بودند. گور مصطبه‌ای مره‌سانخ در جیزه واقع شده‌است و خمررنبتی مادر جانشین خفرع، منکورع، بود. خفرع سازنده دومین هرم بزرگ در مجموعه اهرام جیزه است. این هرم نزدیک به سه متر کوتاهتر از هرم خوفو است. او بنای ابوالهول را ساخت و از دیگر بنای به یاد مانده از او نیز تندیس بزرگ ابوالهول در کنار اهرام سه‌گانه است.
نام خف - رع به معنای «همانند رع» یا «برخیز (ای) رع» است.

## سازه‌ها
هرم خفرع دومین هرم بزرگ در مجموعه اهرام جیزه است. نام این هرم در زبان مصر باستان وِرِن خفرع (Wer(en)-Khafre) به معنای «خفرع بزرگ است»، بوده. این هرم در کنار خود یک هرم جانبی نیز دارد که مشخص نیست چه کسی در آن به خاک سپرده شده. مهرهایی با نام «پسر شاه از بدنش» و نام حوروسی خفرع در آنجا پیدا شده‌اند.
گمان بر این است که ابوالهول بزرگ جیزه توسط خفرع ساخته شده باشد. معبدی برای هرماخت در میان دو پای این تندیس نیمه‌انسان-نیمه‌شیر ساخته شده بوده.

## نگارخانه

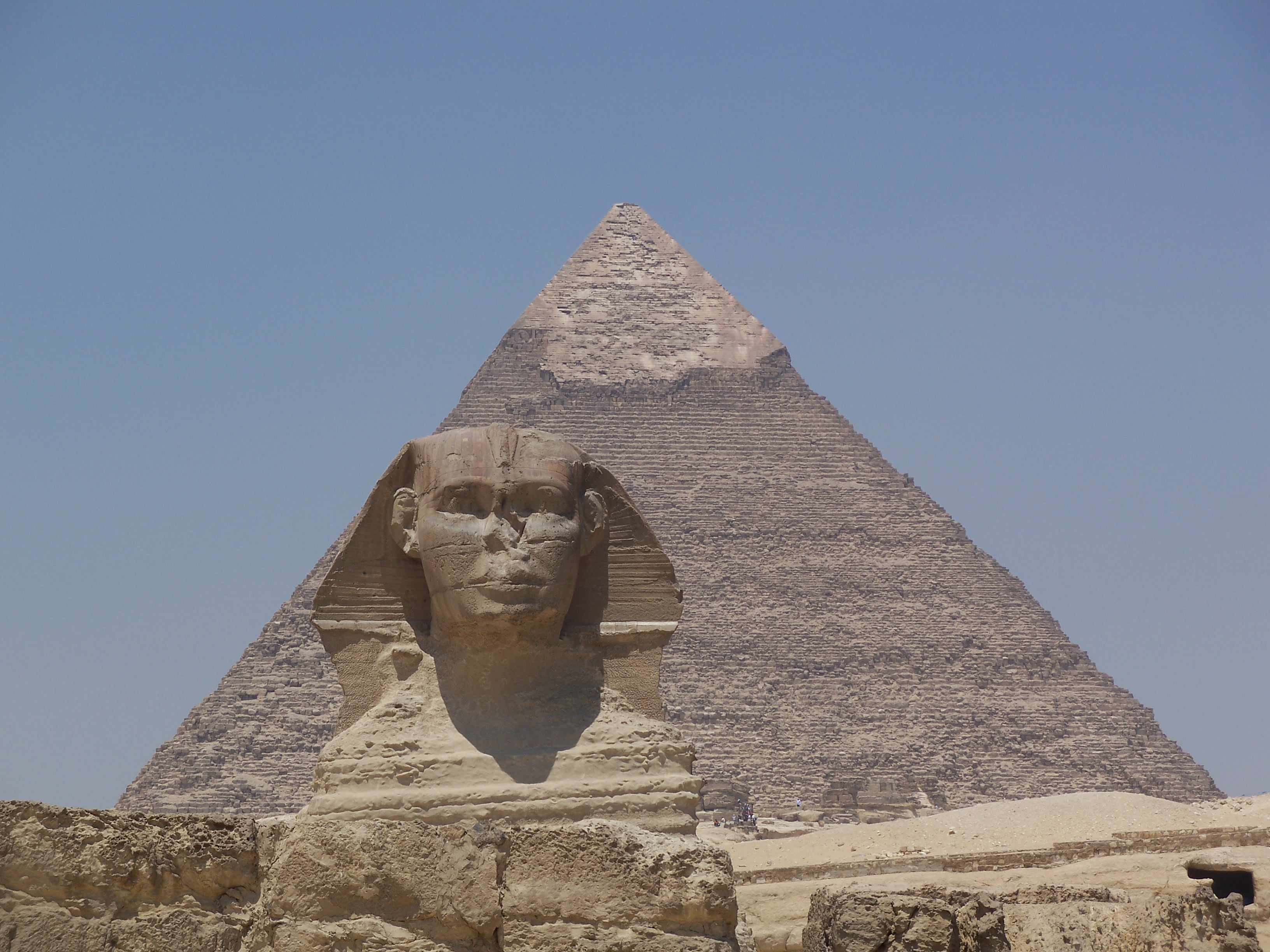
هرم خفرع و ابوالهول بزرگ
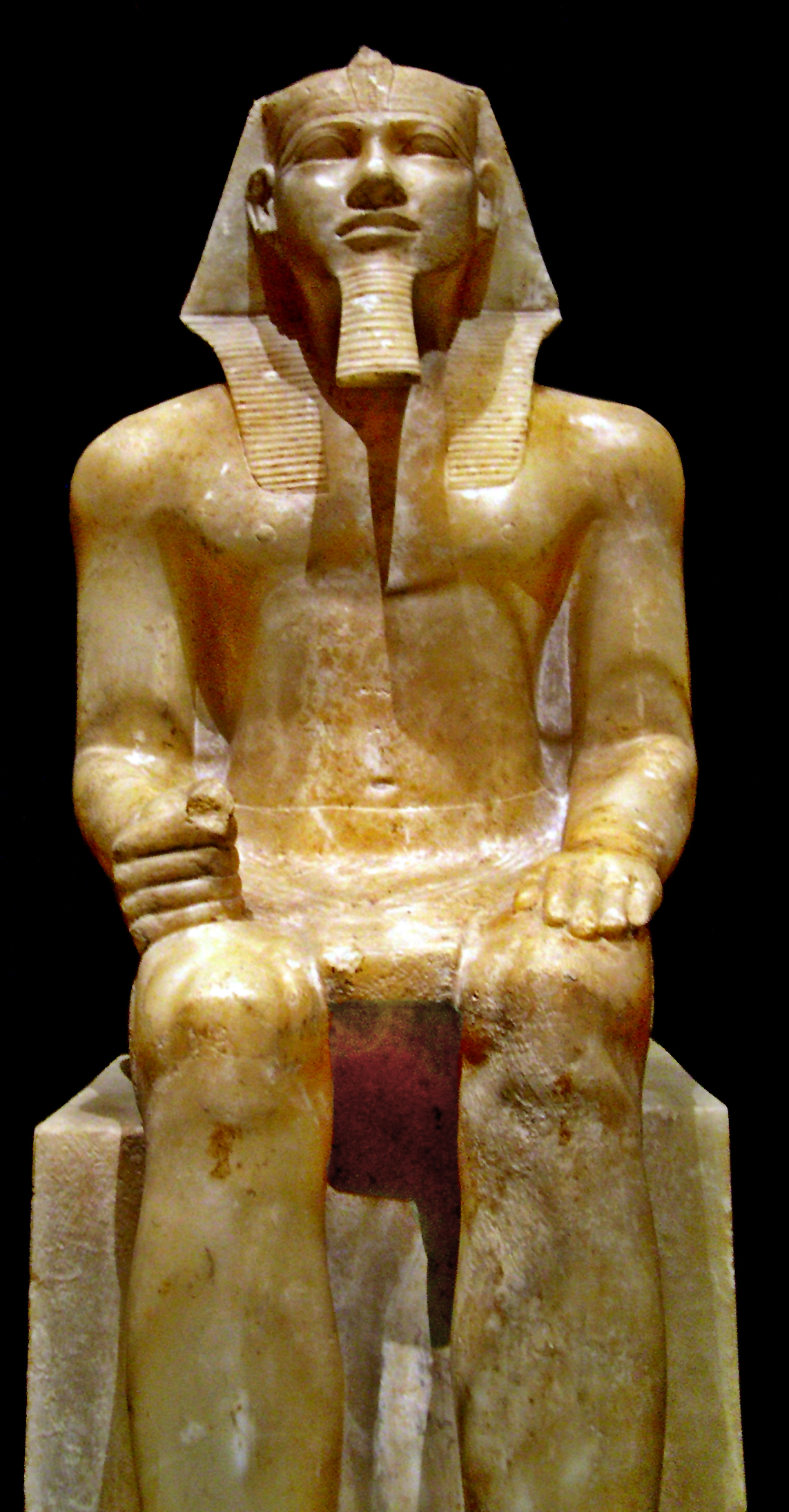
تندیس نشسته خفرع، موزه مصر، قاهره
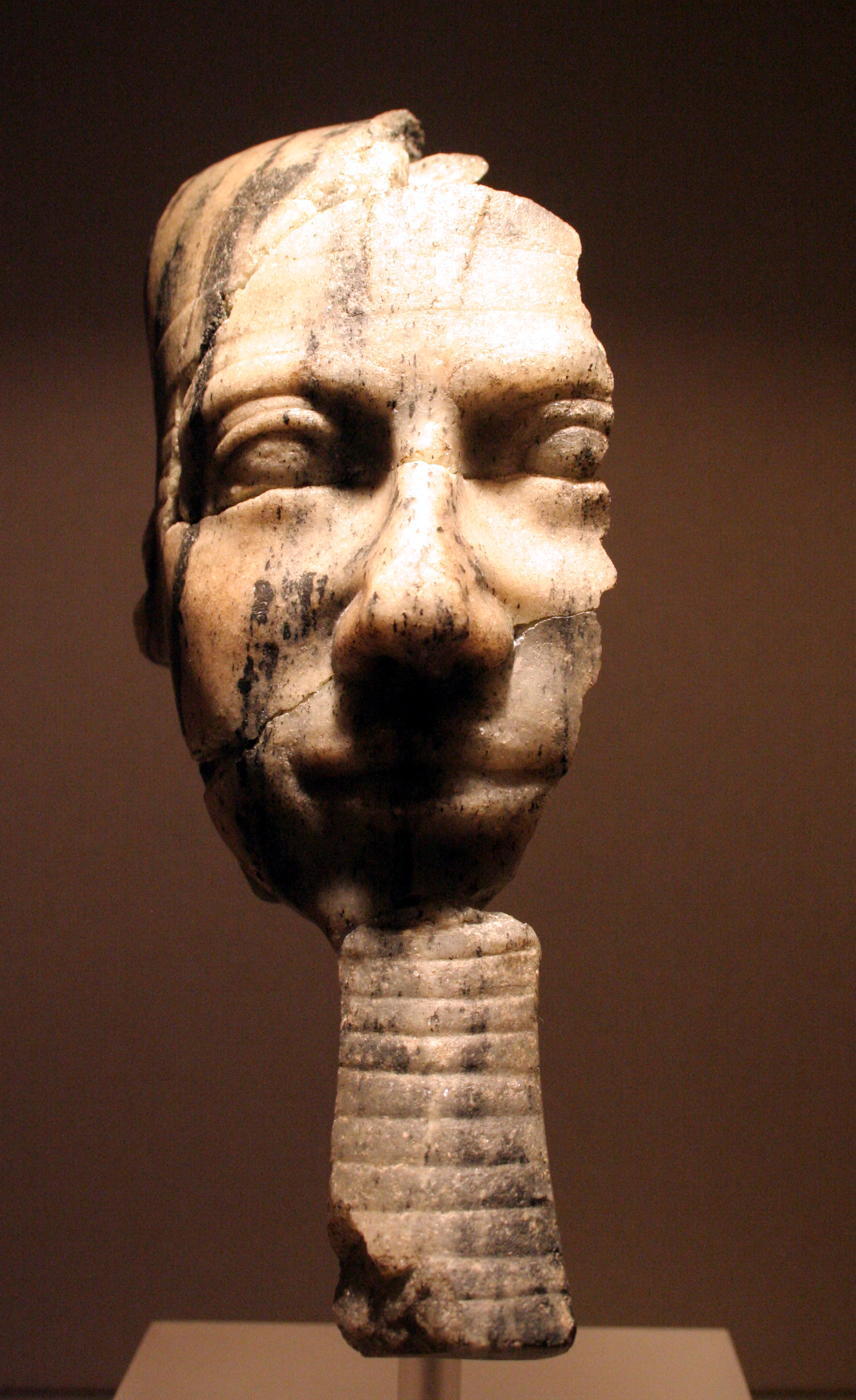
سر تندیسی از خفرع، موزه مصرشناسی لایپزیگ
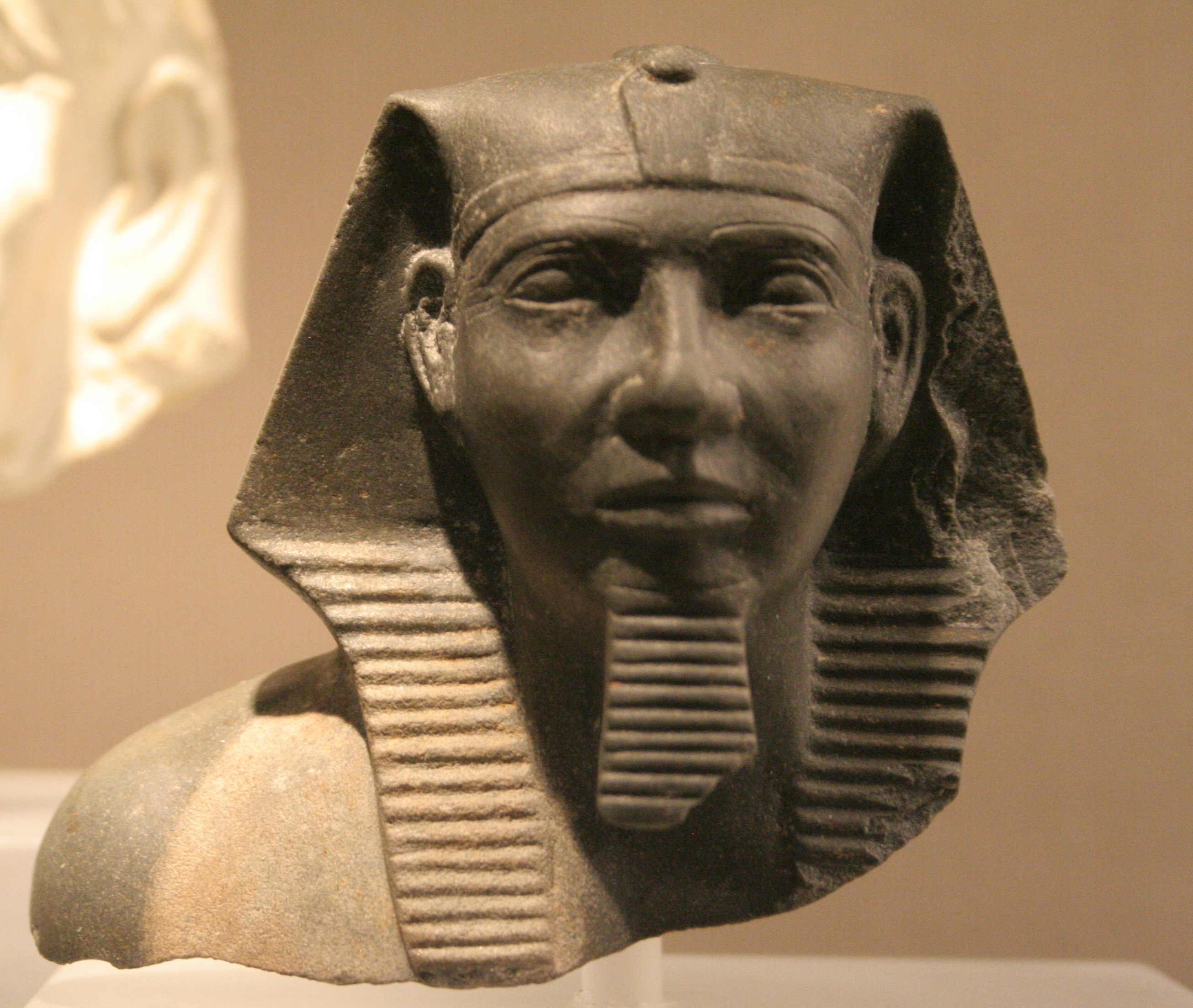
سر تندیسی از خفرع، موزه مصرشناسی لایپزیگ
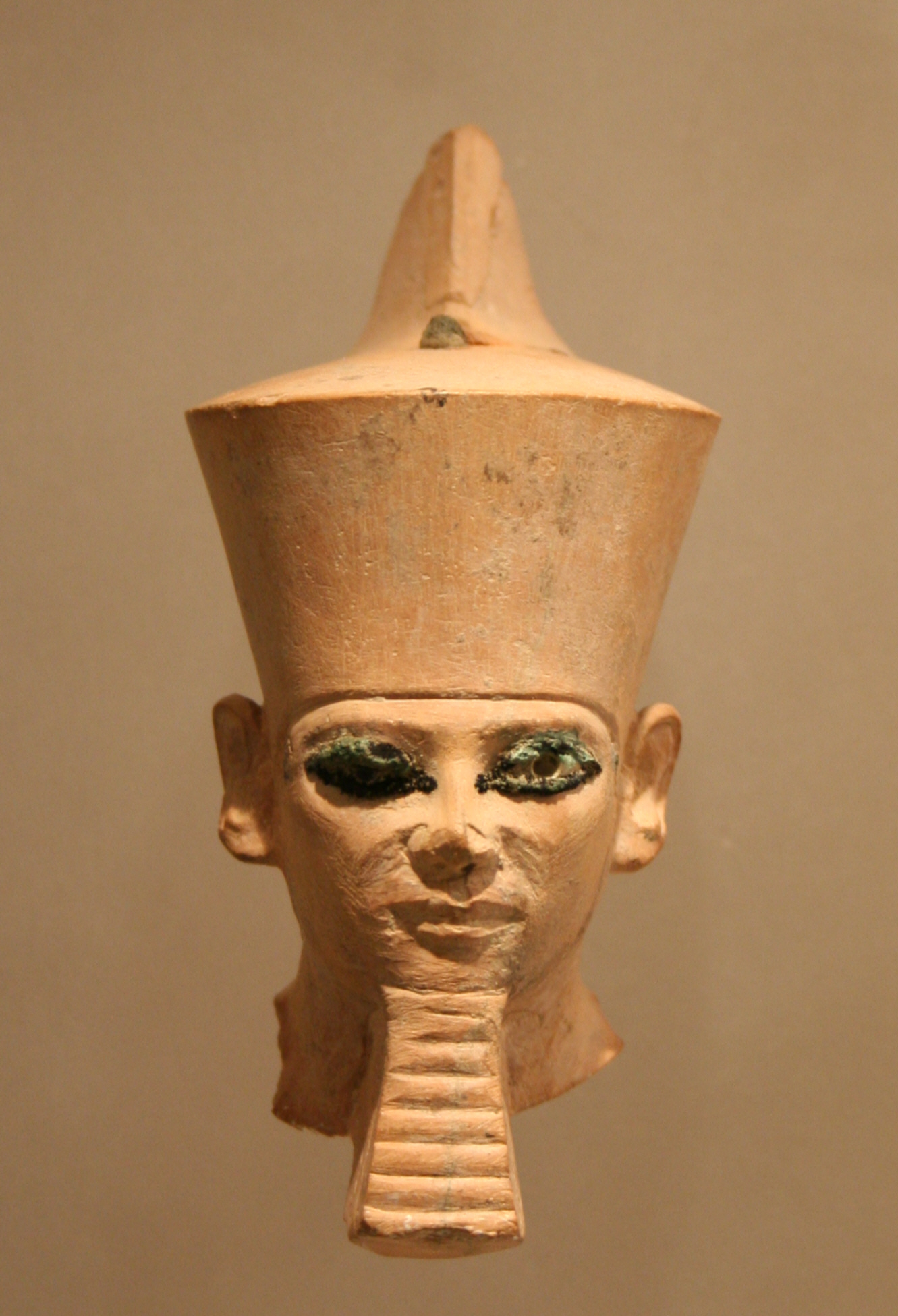
سردیسی از خفرع، موزه مصرشناسی لایپزیگ